# Primera Batalla de Naktong
La Primera Batalla de Naktong fue un enfrentamiento entre el Comando de las Naciones Unidas y las fuerzas de Corea del Norte a principios de la Guerra de Corea del 5 al 19 de agosto de 1950 en las cercanías de Yongsan (Yeongsan, condado de Changnyeong) y el río Naktong en Corea del Sur. Fue parte de la Batalla del Perímetro de Pusan, y fue uno de los varios combates importantes que se libraron simultáneamente. La batalla terminó con una victoria de la ONU después de que un gran número de refuerzos estadounidenses destruyeran una división atacante de Corea del Norte.
El 5 de agosto, la 4ª División de Infantería del Ejército Popular de Corea (KPA) cruzó el río Naktong en las cercanías de Yongsan, intentando cortar las líneas de suministro de la ONU hacia el norte y obtener una cabeza de puente en el perímetro de Pusan. Oponiéndose a él estaba la 24 División de Infantería del Octavo Ejército de los Estados Unidos. Durante las siguientes dos semanas, las fuerzas estadounidenses y del Ejército Popular de Corea libraron una sangrienta serie de enfrentamientos que infligieron grandes bajas entre sí en una serie confusa de ataques y contraataques, pero ninguno de los bandos pudo ganar la partida. Al final, las fuerzas estadounidenses, con la ayuda de refuerzos, apoyo aéreo y armas pesadas, destruyeron la fuerza del KPA, que se vio obstaculizada por la falta de suministro y las altas tasas de deserción.
La batalla fue un punto de inflexión en la guerra para el KPA, que había visto victorias anteriores debido a un número y equipo superiores. Las fuerzas de la ONU ahora tenían una superioridad numérica y más equipamiento, incluidos tanques M4 Sherman y armas pesadas capaces de derrotar a los tanques T-34 norcoreanos.